# Manuel Medina Olmos
Manuel Medina y Olmos (Lanteira, 9 agosto 1869 – Vícar, 30 agosto 1936) è stato un vescovo cattolico spagnolo. È uno dei tredici vescovi uccisi nella zona repubblicana durante la guerra civile spagnola, vittima della persecuzione religiosa.

## Biografia
Manuel Medina Olmos nacque a Lanteira il 9 agosto 1869 in famiglia umile. Rimase presto orfano della madre.

### Formazione e ministero sacerdotale
Compì gli studi superiori tra il 1877 e il 1882. Ad appena tredici anni conseguì il diploma di maturità in lettere presso l'Istituto di Almería. Compì gli studi teologici per il sacerdozio al seminario centrale di Granada. A diciassette anni conseguì il dottorato in teologia.
Il 19 dicembre 1891 fu ordinato presbitero. In seguito fu parroco del Sacrario di Guadix e prefetto degli studi del seminario. Alcuni mesi dopo divenne canonico del Sacro Monte di Granada, dove collaborò con il Servo di Dio Andrés Manjón nella conduzione della Scuole dell'Ave Maria da questi fondate. Dal 1896 fu professore di metafisica presso il Dipartimento civile del Collegio del Sacromonte, dove il 3 aprile 1898 si laureò in giurisprudenza. Nel 1901 venne nominato rettore del collegio. Il 26 settembre dello stesso anno conseguì la laurea in lettere e filosofia all'Università di Granada. In quegli anni scrisse e pubblicò un saggio su uno dei fondatori della Badia del Sacromonte, l'arcivescovo Pedro Vaca Castro y Quiñones, La obra juridica del Padre Suárez, Historia de la Religión e la raccolta di favole Teatro infantil. Rimase rettore del Sacro Monte, che era allora Università ufficiale di Stato, per 23 anni.

### Ministero episcopale
Il 14 dicembre 1925 papa Pio XI lo nominò vescovo ausiliare di Granada e titolare di Amorio. Ricevette l'ordinazione episcopale il 23 maggio successivo dal cardinale Vicente Casanova y Marzol, arcivescovo metropolita di Granada, co-consacranti il vescovo di Guadix Ángel Marquina y Corrales e quello di Badajoz Ramón Pérez y Rodríguez.
Il 2 ottobre 1928 papa Pio XI lo nominò vescovo di Guadix. Prese possesso della diocesi il 30 novembre successivo.
Tra il 1929 e il 1932 fece una visita pastorale completa alla diocesi. Promosse la catechesi e un immenso lavoro culturale e sociale, vivendo personalmente in uno spirito di povertà e dedizione totale. Tra le sue lettere pastorali è opportuno sottolineare le due pubblicate nel 1931 e intitolate "La nuova Costituzione spagnola" (del 29 giugno) e "Capitale e lavoro" (del 17 settembre). Tra il 1934 e il 1935 fu amministratore apostolico della diocesi di Almería.
Dopo una perquisizione del palazzo arcivescovile, il 27 luglio 1936 fu catturato da un gruppo di repubblicani guidati dal sindaco di Guadix, e in seguito trasferito, insieme ad altri tre sacerdoti, ad Almería. Rimase imprigionato nella casa del vicario generale, poi nella nave prigione Astoy Mendi e infine nella nave da guerra Jaime I. Alle prime ore del 30 agosto 1936 fu trasportato in camion fino alla gola di Chismes a Vícar, dove venne fucilato insieme al vescovo di Almería Diego Ventaja Milán, suo grande amico, e a sedici altri sacerdoti e laici.

## Beatificazione
Nel 1954 venne aperto il processo di beatificazione.
I vescovi Diego Ventaja Milán e Manuel Medina y Olmos e compagni martiri vennero beatificati il 10 ottobre 1993 durante una cerimonia tenutasi in piazza San Pietro e presieduta da papa Giovanni Paolo II.
È il patrono di Lanteira, il suo villaggio natale, dove la sua immagine viene portata in processione ogni 30 agosto durante i festeggiamenti che vengono celebrati in suo onore.
Il suo elogio si legge nel Martirologio romano al 30 agosto.

## Genealogia episcopale
La genealogia episcopale è:
- Cardinale Scipione Rebiba
- Cardinale Giulio Antonio Santori
- Cardinale Girolamo Bernerio, O.P.
- Arcivescovo Galeazzo Sanvitale
- Cardinale Ludovico Ludovisi
- Cardinale Luigi Caetani
- Cardinale Ulderico Carpegna
- Cardinale Paluzzo Paluzzi Altieri degli Albertoni
- Papa Benedetto XIII
- Papa Benedetto XIV
- Papa Clemente XIII
- Cardinale Bernardino Giraud
- Cardinale Alessandro Mattei
- Cardinale Pietro Francesco Galleffi
- Cardinale Giacomo Filippo Fransoni
- Cardinale Carlo Sacconi
- Cardinale Edward Henry Howard
- Cardinale Mariano Rampolla del Tindaro
- Cardinale Antonio Vico
- Cardinale Vicente Casanova y Marzol
- Vescovo Manuel Medina y Olmos